# Rosnička jihočínská
Rosnička jihočínská (Hyla zhaopingensis) je druh žab z rodu Hyla z čeledi rosničkovitých (Hylidae).

## Výskyt, biotop
Tento drobný obojživelník je čínský endemit. Nachází se pouze v provincii Chu-nan v blízkosti řeky Si-ťiang. Přirozeným prostředím rosniček jihočínských jsou subtropické a tropické nížinné lesy, bažiny, ale také plantáže, pole a zahrady. Obývá také silně poničené lesy a oblasti s uměle zavlažovanou půdou.[zdroj?] Byla nalezena i v banánovníkových hájích. O biologii druhu prakticky neexistují informace.